# Mariano Carderera y Ponzán

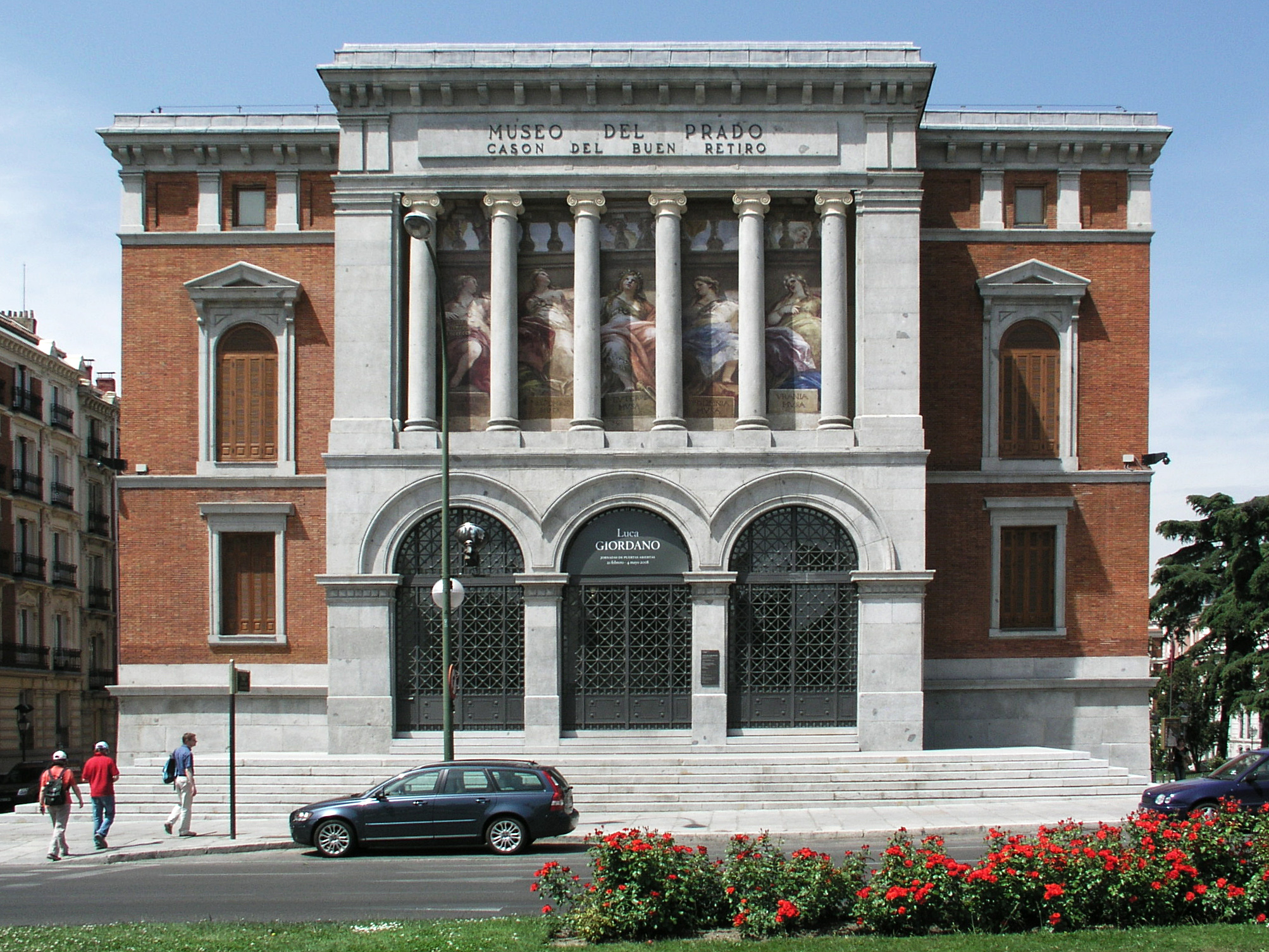
La fachada principal (este) del Casón del Buen Retiro, de Mariano Carderera.

Mariano Carderera y Ponzán (Huesca, diciembre de 1846-Vilagarcía de Arousa, agosto de 1916) fue un arquitecto e ingeniero de caminos español.

## Biografía
Hijo de Mariano Carderera y Potó, ingresó en el Cuerpo de Ingenieros de Caminos el año 1868, siendo además Arquitecto. Como ingeniero proyectó con Miguel Muruve los ferrocarriles de Zafra a Huelva, una sección del de Madrid a Burgos, el de Valsequillo a Fuente del Arco y otros; además de numerosos puentes y viaductos ferroviarios en toda España (como el viaducto de Pontevedra, en Redondela). Como arquitecto construyó numerosos edificios en Madrid, entre ellos, el antiguo edificio de la Escuela de Ingenieros de Caminos (de la que era profesor) en la calle Alfonso XII (hoy perteneciente al Ministerio de Cultura), las fachadas del Casón del Buen Retiro (hoy perteneciente al Museo del Prado) y palacio de Adanero, este último sobre planos de Joaquín Saldaña.
Delegado por el Gobierno español, asistió a la inauguración del ferrocarril del Congo, junto con los ingenieros de otras naciones invitadas a tal efecto por el gobierno belga. Con José de Echegaray y Alfredo Mendizábal fue nombrado Delegado del Gobierno español para asistir al VI Congreso internacional de ferrocarriles que se celebró en París a la vez que la Exposición Universal del año 1900, y a su regreso escribieron los tres una memoria que se publicó en la Revista de Obras Públicas. 
Fue Profesor de Arquitectura y Dibujo en la Escuela de Ingenieros de Caminos de Madrid. En los últimos años antes de su jubilación (1908-1913) ejerció como Director de dicho centro docente. Autor del libro Taquimetría y de unos apuntes de Historia del Arte. Dejó inéditos un tratado de Arquitectura y otro de Topografía. Fue Presidente del Consejo de Obras Públicas.